# Українка (Синельниківський район)
Украї́нка — село в Україні, в Синельниківському районі Дніпропетровської області. Входить до складу Межівської селищної громади. Населення становить 203 особи. До 2017 орган місцевого самоврядування — Межівська селищна рада.

## Географія
Село Українка знаходиться на відстані 1 км від села Славне і за 1,5 км від села Степове. Поруч проходить автомобільна дорога Т 0428.

## Походження назви
На території України 25 населених пунктів з назвою Українка.

## Історія
1894 рік — дата заснування.
Під час організованого радянською владою Голодомору 1932—1933 років померло щонайменше 52 жителі села.
12 червня 2020 року, відповідно до розпорядження Кабінету Міністрів України № 709-р від «Про визначення адміністративних центрів та затвердження територій територіальних громад Дніпропетровської області», увійшло до складу Межівської селищної громади.
19 липня 2020 року, в результаті адміністративно-територіальної реформи і ліквідації Межівського району, село увійшло до складу новоутвореного Синельниківського району.

## Населення

### Мова
Розподіл населення за рідною мовою за даними перепису 2001 року:
| Мова       | Кількість | Відсоток |
| ---------- | --------- | -------- |
| українська | 191       | 94.09%   |
| російська  | 12        | 5.91%    |
| Усього     | 203       | 100%     |